# Hasse Arvidsson
Hasse Arvidsson, född 1955, är en svensk författare och diktare. 
Arvidsson har uppmärksammats för teaterpjäsen Thor Stig, som skildrar ett långvarigt alkoholmissbruk. Han debuterade 1985 med diktsamlingen Returglas. Samlingen följdes upp med Systemet 1990. Han är bosatt i Örebro.